# Franz Joseph von Samet
Franz Xaver Andreas Joseph Samet, ab 1820 Ritter von Samet (* 2. Dezember 1758 in München; † 19. November 1828 ebenda), war Reichsarchivar am Kgl. Bayerischen Allgemeinen Reichsarchiv in München, dem Vorläufer des heutigen  Bayerischen Hauptstaatsarchivs.

## Leben
Samet besuchte von 1769 bis 1774 das Jesuitengymnasium in München (heute Wilhelmsgymnasium München). Nach einem Praktikum von 1775 bis 1776 bei dem Hofmarksgericht Egling-Harmating studierte er von 1781 bis 1782 Jura an den Universitäten München und Göttingen. Von 1783 bis 1785 arbeitete er als Hofmarksverwalter und wurde 1786 als „Registratureinrichter und Actenrevisor“ in der Hauptregistratur der kurfürstlichen Hofkammer in München eingestellt.
In dieser Tätigkeit entwarf er eine systematische Ordnung für die Akten der Hauptregistratur, die später zur Grundlage für den Bestand des heutigen  Staatsarchivs München wurde und den Beginn des modernen Archivwesens in Bayern markiert. 1790 wurde er zum Oberregistrator und 1795 zum kurfürstlichen wirklichen Rat ernannt. 1799 wurde er Vorstand des in diesem Jahr errichteten Geheimen Landesarchivs, aus dem 1812 das Kgl. Bayerische Allgemeine Reichsarchiv hervorging, an dem er als Reichsarchivar bis zu seiner Versetzung in den Ruhestand 1825 tätig war.
Eine zentrale Unterscheidung, die Samet seiner Strukturierung des Landes- bzw. Reichsarchivs zugrunde legte, differenzierte zwischen „archivalischem“ und „nicht-archivalischem“ Schriftgut. Archivalisches Schriftgut (z. B. Urkunden aufgehobener Klöster und wichtige Amtsbücher) wurden zentralisiert, während nicht-archivalisches Schriftgut (z. B. jüngere Akten und Rechnungen) in den Registraturdepots bzw. Archivkonservatorien Amberg, Landshut, München und Neuburg a.d.Donau verwahrt wurden, den Vorläufern der heute an diesen Orten bestehenden Staatsarchive (Staatsarchiv Neuburg 1989 nach Augsburg verlegt).

## Auszeichnungen
- 1804 Mitglied der  Bayerischen Akademie der Wissenschaften, 1807 Ehrenmitglied.
- 1820 Riter des Civil-Verdienst-Ordens der Bayerischen Krone